# Andoni Iraola
Andoni Iraola Sagarna (22 juni 1982, Usurbil) is een Spaans voetbalcoach en voormalig voetballer die doorgaans als rechtsback speelde. Hij debuteerde in 2003 in het betaald voetbal in het shirt van Athletic Bilbao, waar hij doorstroomde vanuit de jeugd. Iraola speelde zeven keer in het Spaans voetbalelftal.

## Clubs
Iraola doorliep de jeugd van Athletic Bilbao. Op 21-jarige leeftijd werd hij hier overgeheveld naar het eerste elftal. In april 2009 bereikte hij de kaap van 200 wedstrijden in de Primera División in dienst van Athletic Bilbao. Eerder speelde hij voor Antiguoko en twee seizoenen in de cantera van Athletic Bilbao.
Na twaalf seizoenen in het eerste team van Athletic Bilbao tekende Iraola in juni 2015 bij New York City. Dat lijfde hem transfervrij in.

### Statistieken
| Seizoen | Club              | Wedstrijden | Doelpunten | Competitie       |
| ------- | ----------------- | ----------- | ---------- | ---------------- |
| 2001/02 | Athletic Bilbao B | 38          | 6          | Segunda Division |
| 2002/03 | Athletic Bilbao B | 37          | 10         | Segunda Division |
| 2003/04 | Athletic Bilbao   | 30          | 5          | Primera División |
| 2004/05 | Athletic Bilbao   | 34          | 4          | Primera División |
| 2005/06 | Athletic Bilbao   | 38          | 3          | Primera División |
| 2006/07 | Athletic Bilbao   | 35          | 5          | Primera División |
| 2007/08 | Athletic Bilbao   | 36          | 1          | Primera División |
| 2008/09 | Athletic Bilbao   | 33          | 6          | Primera División |
| 2009/10 | Athletic Bilbao   | 37          | 2          | Primera División |
| 2010/11 | Athletic Bilbao   | 37          | 4          | Primera División |
| 2011/12 | Athletic Bilbao   | 35          | 1          | Primera División |
| 2012/13 | Athletic Bilbao   | 35          | 0          | Primera División |
| 2013/14 | Athletic Bilbao   | 34          | 1          | Primera División |
| 2014/15 | Athletic Bilbao   | 22          | 1          | Primera División |
| 2015    | New York City FC  | 9           | 0          | MLS              |

## Nationaal elftal
Iraola debuteerde op 20 augustus 2008 in het Spaans nationaal elftal. Tijdens een oefenwedstrijd tegen Denemarken viel hij in de tweede helft in voor Sergio Ramos.
2 Huijsen ·
3 Kerkez ·
4 Cook ·
5 Senesi ·
7 Brooks ·
8 Scott ·
9 Evanilson ·
10 Christie ·
11 Ouattara ·
12 Adams ·
13 Arrizabalaga ·
15 Smith ·
16 Tavernier ·
17 Sinisterra ·
19 Kluivert ·
22 Araujo ·
23 Hill ·
24 Semenyo ·
26 Ünal ·
27 Zabarnyj ·
29 Billing ·
37 Aarons ·
40 Dennis ·
42 Travers ·
Coach: Iraola
· Assistent-coach: Fletcher
· Assistent-coach: Elphick
· Assistent-coach: Cooper